# Burgruine Klausegg
Die Ruine der Burg Klausegg ist eine ehemalige Grenzbefestigung gegen die Steiermark in Seetal im Lungau. Sie wurde im Mittelalter durch die Salzburger Erzbischöfe zusammen mit einer das Tal teilenden Sperrmauer errichtet. Reste der Burg und der Verteidigungsanlage sind noch heute erhalten.

## Lage
Die Ruine der Höhenburg befindet sich unweit der Grenze der Bundesländer Salzburg und Steiermark in Seetal/Lungau am steilen Nordabhang des Gstoder in ca. 1280 m Seehöhe etwa 70 Höhenmeter über der Talsohle des Seetals, das sich von Tamsweg aus etwa 12 km in Richtung Osten bis zur Grenze zur Steiermark erstreckt, dann bis Seebach weiterführt, wo es in das Rantental mündet. Die Grenzbefestigung stellt gleichzeitig den östlichsten Punkt des heutigen Bundeslandes Salzburg dar.

## Beschreibung der Bauwerke
Die Anlage besteht aus Burgruine, Befestigungsmauer und Klausentor samt Passhaus und Klauswirt. Durch die Mauer, die sich vom Nordhang des Tales über die Klause ca. 400 m bis zur Burg auf die gegenüberliegende Talseite erstreckte, war eine vollständige Sperrmauer vorhanden, die nur durch das Klausentor an der Kommerzialstraße überwunden werden konnte.
Die Burgruine zeigt sich heute als kastenartiger dreigeschoßiger Bau mit einem Ausmaß von ca. 27 × 12,50 m, wobei die Zwischendecken längst eingestürzt sind. Das Steingebäude weist eine Höhe von 16 m auf und ist in drei Teile gegliedert. Es ist auf mehreren Seiten durch einen Burggraben gesichert. Auf der Basis dendrochronologischer Analysen kann eine Errichtung um 1300 postuliert werden.
Das Erdgeschoß ist durch den bergseitigen Haupteingang erreichbar. Ursprünglich war der Eingang talseitig, er wurde später vermauert. Die Mauer zeigen eine einheitliche Stärke von 2,60 m. Der Grundriss entspricht dem klassischen Mittelflurhaus. Links und rechts vom Eingangsraum liegen annähernd quadratische Räume von ca. 7 × 7,5 m Größe. Die Dreiteilung setzt sich im ersten Obergeschoß fort, im zweiten Obergeschoß, das als Wohngeschoß diente, wurde eine Trennmauer weggelassen, sodass damit ein stattlicher Wohnraum mit 15 × 8 m entstand, der fünf talseitige und zwei ostseitige Sitznischenfenster aufwies, damit kann die Talseite als Schauseite angesprochen werden. Im 2. Obergeschoß befindet sich zudem eine in die Südwand eingebaute Küche.

## Geschichte
Die Ursprünge der Burg liegen im Dunkeln, die Entstehung ist im Zeitraum 1000 bis 1200 anzunehmen. Der Bau der Burg selbst dürfte im 13. Jahrhundert stattgefunden haben. Die Salzburger Erzbischöfe nahmen einen systematischen Ausbau der Grenzsicherung gegen Osten nach dem „Klausensystem“ vor, die Grenze zur Steiermark wurde in Seetal, wie auch in Ramingstein und am Mandlingpass, mit einer Talsperre befestigt. Die über 4 m hohe Mauer mit Wehrgängen sperrte das gesamte Tal über ca. 400 m Länge an der Klause ab und verband die Burg („Gschloß“) mit dem Klausentor, wo die Durchreise kontrolliert wurde und Zölle zu entrichten waren. Neben dem Tor ist das „Passhaus“ errichtet, das als Maut- und Wachhaus diente. Auf der Salzburger Seite des Tores konnten sich die Reisenden in einer Taverne stärken, die noch heute als Gasthaus zur Klause besteht. Das historische Gebäude ist das Heimathaus des Salzburger Erzbischofs Eduard Macheiner (1907–1972).
Die verbreitete Meinung, dass die Burg einst den Herren zu Pettau gehört habe und 1246 mit dem Markt Tamsweg an den Salzburger Erzbischof Eberhard II übertragen worden sei, konnte nicht nachgewiesen werden. Die zu Klausegg eingerichtete Pflege war mit militärischen Aufgaben betraut. Zur Durchführung dieser Aufgaben stand dem Pfleger eine Burghut zur Verfügung. In der ersten Blüte des Lungauer Bergbaus war zu Klausegg auch das Amt einer Berghut eingerichtet, die später auf Moosham überging. Die Pfleger zu Klausegg entstammten zum Teil den bekanntesten Lungauer Adelsgeschlechtern, insbesondere waren Mooshaimer und Thannhauser als Pfleger zu Klausegg tätig. 1354 hatte etwa Wulfing der Mooshaimer dieses Amt inne. Besonders in den Ungarnkriegen Ende des 15. Jahrhunderts kam es wiederholt zu militärischen Auseinandersetzungen an der Befestigungsanlage, wovon zahlreiche Funde Zeugnis geben. Im 17. Jahrhundert findet man wiederholt Bestrebungen, die Pflege zu Klausegg aufzulösen. 1642 befahl die Salzburger Hofkammer die Abtragung des Grenzturms. Noch 1680 wurde aber Martin Jocher mit der Burghut betraut. Das Ende der Pflege ist mit Ende des 17. Jahrhunderts anzusetzen, das landesfürstliche Pflegeamt zu Klausegg wurde mit der Hauptpflege zu Moosham vereinigt.
1712 wurde auf steirischem Gebiet unweit des Klausentores ein kaiserliches Amts- und Mauthaus errichtet.
Mit Auflassung der Pflege waren die Burg und die gesamte Verteidigungsanlage dem Verfall preisgegeben. Die Natur versuchte das ihr abgetrotzte Gelände wieder zurückzuerobern. Teile der ehemaligen Grenzmauer wurden abgebrochen und die Steine für andere Gebäude verwendet. Der Verfall der Anlage schritt zügig voran, sodass sich für Joseph Benedikt Hueber 1786 bereits folgendes Bild darstellte: „Linker Hand auf einem angenehmen Hügel ist noch das Denkmal von dem erloschenen Pflegeamte Klausegg zu sehen. Die Mauern von diesem eingegangenen Schloße sind obenher mit Fichten und Stauden bewachsen, die ein recht antikes Aussehen haben.“
1999 wurde die Ruine samt Grenzmauer restauriert. Die erhaltungswürdigen Mauerteile wurden versiegelt und mit einem Schutzdach versehen. Über Initiative der Volksschule Seetal wurde ein Sagenwanderweg angelegt, der vom Gasthaus zur Klause bis zur Ruine führt.

## Sagen
Um die verwilderte Befestigungsanlage ranken sich verschiedene Sagen, so soll es in der Ruine spuken. Seelen der gewalttätigen Raubritter aus dem Geschlechte der „Klausegger“ sollen dort ihr nächtliches Unwesen treiben und auf ihre Erlösung warten. Ein etwa 100 m westwärts der Ruine gelegener, nahezu senkrecht abfallender Stollen soll der Ausgang eines unterirdischen Fluchtwegs aus der Burg sein. Dort sieht man der Sage nach in manchen Nächten ein flackerndes Licht, das an einen dort gewaltsam zu Tode gekommenen Burgwächter erinnert.